# Young Adam (film)
Pour les articles homonymes, voir Young Adam.
Pour plus de détails, voir Fiche technique et Distribution.
Young Adam, ou Jeune Adam au Québec, est un film franco-britannique réalisé par David Mackenzie, sorti en 2003.

## Synopsis
Dans les années 1950, à Glasgow, Joe Taylor (Ewan McGregor) se fait employer chez Les Gault (Peter Mullan) pour transporter des sacs de charbon. Alors qu'ils travaillent sur la péniche Atlantic Eve de Les, ils découvrent un cadavre dans l'eau.
Joe Taylor commence à se rapprocher de la femme de Les, Ella Gault (Tilda Swinton), alors qu'il paraît de plus en plus clairement que Joe connaissait le cadavre retiré de l'eau.

## Fiche technique[1]
- Titre : Young Adam
- Titre québécois : Jeune Adam
- Réalisation : David Mackenzie
- Scénario : David Mackenzie, adapté du roman Young Adam (1954) d'Alexander Trocchi
- Musique : David Byrne
- Direction artistique : Stuart Rose
- Décors : Laurence Dorman
- Costumes : Jacqueline Durran
- Photographie : Giles Nuttgens (en)
- Montage : Colin Monie
- Production : Jeremy Thomas
  - Coproduction : Nick O'Hagan, Jim Reeve et Alexandra Stone
  - Production associée : Gillian Berrie (en), Stephan Mallmann, Peter Watson, Leonard Crooks (pour Glasgow Film Office (en)) et Steve McIntyre (pour Scottish Screen)
  - Production déléguée : Robert Jones (pour UK Film Council)
- Sociétés de production : 
  -  Royaume-Uni : Film Council, Future Films, HanWay Films, Recorded Picture Company, Scottish Screen, Sigma Films et Young Adam Productions
  -  France : Studiocanal et Sveno Media
- Distribution :
  -  Royaume-Uni : Warner Bros.
  -  France : Vision Distribution
  -  Canada : Mongrel Media
  -  Suisse : Xenix Filmdistribution
- Budget : 4 millions de £[2].
- Pays de production :  Royaume-Uni et  France
- Langue originale : anglais
- Format : couleur - 2,35:1 - 35 mm - Dolby Digital
- Genre : drame, thriller
- Durée : 98 minutes
- Dates de sortie :
  - France : 16 mai 2003 (festival de Cannes) ; 21 avril 2004 (sortie nationale)
  - Royaume-Uni : 13 août 2003 (festival du film d'Édimbourg)
  - Canada : 8 septembre 2003 (festival de Toronto)
  - Royaume-Uni : 26 septembre 2003 (sortie nationale)
  - Belgique : 3 décembre 2003 (sortie nationale)
  - Suisse : 5 mai 2004 (Suisse romande)[3]

## Distribution
Légende : VQ = Version Québécoise
- Ewan McGregor (VQ : François Godin) : Joe Taylor
- Tilda Swinton (VQ : Nathalie Coupal) : Ella Gault
- Peter Mullan (VQ : Hubert Gagnon) : Les Gault
- Emily Mortimer (VQ : Catherine Proulx-Lemay) : Cathie Dimly
- Jack McElhone (en) (VQ : François-Nicolas Dolan) : Jim Gault
- Therese Bradley (VQ : Valérie Gagné) : Gwen
- Ewan Stewart (VQ : Tristan Harvey) : Daniel Gordon
- Stuart McQuarrie : Bill
- Pauline Turner (en) : Connie
- Alan Cooke : Bob M'bussi
- Rory McCann : Sam

## Production

### Lieux de tournage
- Le film fut tourné principalement en Écosse[5] :
  - Clydebank
  - Dumbarton
  - Canal de Forth and Clyde
  - Glasgow
  - Grangemouth
  - Renton
  - la rivière Clyde
  - Union Canal
  - la région de Perth and Kinross pour les extérieurs, notamment à Perth

## Accueil critique
- Le Nouvel Observateur, Bernard Achour[6] :

« Noir jusqu'à l'ébène, portés par trois acteurs éblouissants d'audace, Young Adam fouille la pire misère affective sans entamer une seconde le libre-arbitre et la dignité de ses personnages. L'impact est impressionnant. »

- Les Inrockuptibles, la rédaction[6] :

« Intelligent et charnel, un bon film sur la culpabilité. »

- Plume-noire, Moland Fengkov[7] :

« Sécheresse existentielle, destins embourbés : le film de David Mac Kenzie ne parle que de ça. La musique de David Byrne, cordes et piano, rythme la gluance du film et lui prête une note de nostalgie supplémentaire. Une réussite. »

- Paperblog, Jonathan Fischer[8] :

« Sans révolutionner le cinéma, David MacKenzie livre avec ce film une jolie promesse d'un cinéma inspiré et où le sexe se fait à la fois déviant et poétique... »

- Cinema.ch, la rédaction[3] :

« Un film cru, une histoire sordide, un personnage malsain. Les scènes de sexe, froides et parfois violentes, mettent mal à l'aise. Mais le film est bien construit, trop réaliste, terriblement passionnel et gravement charnel. Ewan McGregor est stupéfiant, effroyable de sincérité. »

- Sur Rotten Tomatoes, la note des critiques atteint 62 % (donc fresh) et une note moyenne de 6,3 / 10 sur 113 critiques[9].

## Distinctions[10]
| Awards    | Awards                                          | Awards                                             | Awards          | Awards      |
| Année     | Distinction                                     | Catégorie                                          | pour            | Résultat    |
| --------- | ----------------------------------------------- | -------------------------------------------------- | --------------- | ----------- |
| 2003      | BIFA                                            | Meilleur acteur                                    | Ewan McGregor   | Proposition |
| 2003      | BIFA                                            | Meilleure actrice                                  | Tilda Swinton   | Proposition |
| 2003      | BIFA                                            | Meilleur film indépendant britannique              |                 | Proposition |
| 2003      | BIFA                                            | Meilleur réalisateur                               | David Mackenzie | Proposition |
| 2003      | European Film Awards                            | European Discovery of the Year                     | David Mackenzie | Proposition |
| 2004      | BAFTA Scotland                                  | Meilleur acteur dans un film écossais              | Ewan McGregor   | Récompense  |
| 2004      | BAFTA Scotland                                  | Meilleure actrice dans un film écossais            | Tilda Swinton   | Récompense  |
| 2004      | BAFTA Scotland                                  | Meilleur réalisateur                               | David Mackenzie | Récompense  |
| 2004      | BAFTA Scotland                                  | Meilleur film                                      |                 | Récompense  |
| 2004      | Directors Guild of Great Britain                |                                                    | David Mackenzie | Proposition |
| 2004      | Empire Awards                                   | Meilleur acteur britannique                        | Ewan McGregor   | Proposition |
| 2004      | Empire Awards                                   | Meilleure actrice britannique                      | Emily Mortimer  | Proposition |
| 2004      | Empire Awards                                   | Meilleur film britannique                          |                 | Proposition |
| 2004      | Fringe Report Awards                            | Meilleurs décors                                   | Laurence Dorman | Récompense  |
| 2004      | Prix du Cercle des critiques de film de Londres | British Newcomer of the Year                       | David Mackenzie | Récompense  |
| 2004      | Prix du Cercle des critiques de film de Londres | Acteur britannique de l'année                      | Ewan McGregor   | Proposition |
| 2004      | Prix du Cercle des critiques de film de Londres | Actrice britannique de l'année                     | Tilda Swinton   | Proposition |
| 2004      | Prix du Cercle des critiques de film de Londres | Réalisateur britannique de l'année                 | David Mackenzie | Proposition |
| 2004      | Prix du Cercle des critiques de film de Londres | Film britannique de l'année                        |                 | Proposition |
| 2004      | Prix du Cercle des critiques de film de Londres | Scénariste britannique de l'année                  | David Mackenzie | Proposition |
| 2004      | Prix du Cercle des critiques de film de Londres | Actrice britannique dans un second rôle de l'année | Emily Mortimer  | Proposition |
| Festivals |                                                 |                                                    |                 |             |
| 2003      | Festival du film d'Édimbourg                    | Best New British Feature                           |                 | Récompense  |
| 2003      | Festival international du film de São Paulo     | International Jury Award                           |                 | Proposition |